# Vòng thơm cơ bản
Vòng thơm cơ bản là các hợp chất hữu cơ chứa vòng thơm (còn gọi là aren hay hợp chất thơm) chỉ chứa duy nhất các hệ thống vòng phẳng kết hợp với các đám mây điện tử pi không cục bộ thay cho các liên kết đơn và liên kết đôi xen kẽ rời rạc. Các hợp chất vòng thơm cơ bản điển hình là benzen và indol.
Các vòng thơm cơ bản có thể là dị vòng nếu chúng chứa các nguyên tử trong vòng không phải là cacbon, ví dụ như chứa oxy, nitơ hoặc lưu huỳnh.
Các hợp chất này thông thường là các vòng 5 cạnh tương tự như pyrol hay các vòng 6 cạnh như pyridin. Các vòng kết hợp như naphthalen hay purin chứa các vòng đơn mà chúng cùng chia sẻ các liên kết chung.
Các vòng thơm chứa nitơ (N) có thể tách ra thành các vòng thơm base và các vòng thơm phi base:
- Trong các vòng thơm phi base thì cặp đơn các điện tử của nguyên tử nitơ bị phi cục bộ hóa và phân bổ vào hệ điện tử pi của vòng thơm. Trong các hợp chất này nguyên tử nitơ bị kết nối với nguyên tử hiđrô. Các ví dụ về các vòng thơm chứa nitơ phi base là pyrrol và indol.
- Trong các vòng thơm base thì cặp đơn các điện tử không phải là một phần của vòng thơm và trải rộng trong mặt phẳng của vòng. Cặp đơn này chịu trách nhiệm cho tính base của các base chứa nitơ này, tương tự như nguyên tử nitơ trong các amin. Trong các hợp chất này thì nguyên tử nitơ  không bị kết nối với nguyên tử hiđrô. Các ví dụ về các vòng thơm base là pyridin hay quinolin. Một vài vòng còn chứa cả các nguyên tử nitơ base và không base, ví dụ imidazol và purin. Trong các điều kiện môi trường có tính axít thì các hợp chất này thu thêm prôton và tạo ra các cation thơm (ví dụ pyridinium).

Trong các vòng thơm chứa oxy (O) và lưu huỳnh (S) thì một trong các cặp điện tử của các nguyên tử khác vòng góp phần vào hệ thống vòng thơm (tương tự như các vòng thơm chứa nitơ phi base), trong khi cặp đơn thứ hai trải rộng trong mặt phẳng của vòng (tương tự như các vòng thơm chứa nitơ base).

## Một số ví dụ
- Các vòng thơm4 cạnh kết hợp:

1. Benzocyclobuten

- Các vòng thơm5 cạnh và dạng kết hợp:

1. Pentalen
2. Furan
3. Benzofuran
4. Isobenzofuran
5. Pyrrol
6. Indol
7. Isoindol
8. Thiophen
9. Benzothiophen
10. Benzo[c]thiophen
11. Imidazol
12. Benzimidazol
13. Purin
14. Pyrazol
15. Indazol
16. Oxazol
17. Benzoxazol
18. Isoxazol
19. Benzisoxazol
20. Thiazol
21. Benzothiazol

- Các vòng thơm6 cạnh và dạng kết hợp:

1. Benzen
2. Naphthalen
3. Anthracen
4. Pyridin
5. Quinolin
6. Isoquinolin
7. Pyrazin
8. Quinoxalin
9. Acridin
10. Pyrimidin
11. Quinazolin
12. Pyridazin
13. Cinnolin